# Єрмолинська 1-я
Єрмолинська 1-я (рос. Ермолинская 1-я) — присілок в Красноборському районі Архангельської області Російської Федерації.
Населення становить 27 осіб. Входить до складу муніципального утворення Черевковське сільське поселення.

## Історія
Від 2004 року входить до складу муніципального утворення Черевковське сільське поселення.

## Населення
| 2002 | 2010 |
| ---- | ---- |
| 24   | ↗27  |